# Sverre Magnus di Norvegia
Sverre Magnus (Oslo, 3 dicembre 2005) è un principe norvegese.
Terzo in linea di successione al trono dopo la sorella Ingrid Alexandra.

## Infanzia
Sverre Magnus è nato il 3 dicembre 2005 nell'Ospedale Universitario di Oslo, secondogenito del principe ereditario Haakon e della principessa ereditaria Mette-Marit Tjessem Høiby. Ha una sorella maggiore, Ingrid Alexandra, seconda nella linea di successione al trono di Norvegia, e un fratellastro, Marius Borg Høiby, nato da una precedente relazione della madre.
È stato battezzato il 4 marzo 2006 dal vescovo Ole Kristian Kvarme, nella cappella del Palazzo Reale (Oslo). Le sue madrine furono la nonna paterna Sonja Haraldsen, la principessa María del Rosario di Bulgaria, la regina consorte Máxima e un'amica dei suoi genitori, Marianne Gjellestad. I suoi padrini furono lo zio materno Espen Høiby, il principe ereditario Pavlos e Bjørn Stensland, altro amico dei suoi genitori. È stato cresimato il 5 settembre 2020, nella chiesa di Asker.

#### Onomastica
- Sverre, in onore di Sverre I;
- Magnus, nome tradizionale della famiglia reale norvegese.

## Educazione
Il principe iniziò a frequentare l'asilo ad Asker nel 2007 e nell'autunno del 2011 iniziò la prima elementare alla scuola primaria Jansløkka, frequentata anche dalla sorella. Nel 2014 ha iniziato a frequentare la scuola secondaria inferiore alla scuola Montessori di Oslo, dove ha concluso gli studi nel 2020. Nell'autunno del 2021 ha cominciato a studiare Information Technology and Media Production, presso la scuola secondaria superiore Elvebakken, anch'essa situata nella capitale norvegese.

### Interessi
Appassionato di sport, i suoi interessi principali sono il ciclismo, lo sci alpino e il surf.

## Titolo e trattamento
- 3 dicembre 2005 - attuale: Sua altezza, il principe Sverre Magnus di Norvegia

## Ascendenza
|                           |                          |                                  | Genitori                      |  |  | Nonni |  |  | Bisnonni |  |  | Trisnonni  |  |
|                           |                          |                                  |                               |  |  |       |  |  | Olav V   |  |  | Haakon VII |  |
|                           |                          |                                  |                               |  |  |       |  |  | Olav V   |  |  | Haakon VII |  |
|                           |                          | Maud av Norge                    |                               |  |  |       |  |  | Olav V   |  |  |            |  |
| Harald V                  |                          |                                  |                               |  |  |       |  |  | Olav V   |  |  |            |  |
|                           |                          | Märtha av Sverige                | Karl av Sverige               |  |  |       |  |  |          |  |  |            |  |
|                           |                          | Märtha av Sverige                | Karl av Sverige               |  |  |       |  |  |          |  |  |            |  |
|                           |                          | Märtha av Sverige                | Ingeborg af Danmark           |  |  |       |  |  |          |  |  |            |  |
| Haakon Magnus             |                          | Märtha av Sverige                |                               |  |  |       |  |  |          |  |  |            |  |
|                           |                          | Karl August Haraldsen            | Halvor Haraldsen Olsbrygge    |  |  |       |  |  |          |  |  |            |  |
|                           |                          | Karl August Haraldsen            | Halvor Haraldsen Olsbrygge    |  |  |       |  |  |          |  |  |            |  |
|                           |                          | Karl August Haraldsen            | Karete Josefine Nielsen       |  |  |       |  |  |          |  |  |            |  |
| Sonja Haraldsen           |                          | Karl August Haraldsen            |                               |  |  |       |  |  |          |  |  |            |  |
|                           |                          | Dagny Ulrichsen                  | Johan Christian Ulrichsen     |  |  |       |  |  |          |  |  |            |  |
|                           |                          | Dagny Ulrichsen                  | Johan Christian Ulrichsen     |  |  |       |  |  |          |  |  |            |  |
|                           |                          | Dagny Ulrichsen                  | Berntine Marie Hansen         |  |  |       |  |  |          |  |  |            |  |
| Sverre Magnus             |                          | Dagny Ulrichsen                  |                               |  |  |       |  |  |          |  |  |            |  |
|                           | Bjarne Kristiansen Høiby | Ole Christian Olsen Høiby        |                               |  |  |       |  |  |          |  |  |            |  |
|                           | Bjarne Kristiansen Høiby | Ole Christian Olsen Høiby        |                               |  |  |       |  |  |          |  |  |            |  |
|                           | Bjarne Kristiansen Høiby | Ellen Serine Bjørnsdatter Serine |                               |  |  |       |  |  |          |  |  |            |  |
| Sven Olaf Bjarne Høiby    | Bjarne Kristiansen Høiby |                                  |                               |  |  |       |  |  |          |  |  |            |  |
|                           |                          | Ingrid Andrea Tvedt              | Osmund Salvesen Tvedt         |  |  |       |  |  |          |  |  |            |  |
|                           |                          | Ingrid Andrea Tvedt              | Osmund Salvesen Tvedt         |  |  |       |  |  |          |  |  |            |  |
|                           |                          | Ingrid Andrea Tvedt              | Amalia Catrine Schølberg      |  |  |       |  |  |          |  |  |            |  |
| Mette-Marit Tjessem Høiby |                          | Ingrid Andrea Tvedt              |                               |  |  |       |  |  |          |  |  |            |  |
|                           |                          | Sverre Johannesson Tjessem       | Johannes Samuelson Tjessem    |  |  |       |  |  |          |  |  |            |  |
|                           |                          | Sverre Johannesson Tjessem       | Johannes Samuelson Tjessem    |  |  |       |  |  |          |  |  |            |  |
|                           |                          | Sverre Johannesson Tjessem       | Elisabeth Tollaksdatter Mysse |  |  |       |  |  |          |  |  |            |  |
| Marit Tjessem             |                          | Sverre Johannesson Tjessem       |                               |  |  |       |  |  |          |  |  |            |  |
|                           |                          | Brita Tormodsdatter Fosso        | Tormod Torsteinson Fosso      |  |  |       |  |  |          |  |  |            |  |
|                           |                          | Brita Tormodsdatter Fosso        | Tormod Torsteinson Fosso      |  |  |       |  |  |          |  |  |            |  |
|                           |                          | Brita Tormodsdatter Fosso        | Eli Olafsdatter Kjosås        |  |  |       |  |  |          |  |  |            |  |
|                           |                          | Brita Tormodsdatter Fosso        |                               |  |  |       |  |  |          |  |  |            |  |